# Cândești (gmina w okręgu Neamț)
Cândești – gmina w Rumunii, w okręgu Neamț. Obejmuje miejscowości Bărcănești, Cândești, Dragova, Padureni, Țârdenii Mici i Vădurele. W 2011 roku liczyła 3232 mieszkańców.